# The Girl Guides Association of Trinidad and Tobago
The Girl Guides Association of Trinidad and Tobago è l'organizzazione nazionale del Guidismo in Trinidad e Tobago. Questa conta 3.065 membri (nel 2003). Fondata nel 1914, l'organizzazione diventa un membro effettivo del World Association of Girl Guides and Girl Scouts (WAGGGS) nel 1963.